# Nieuwleusen
Nieuwleusen est un village situé dans la commune néerlandaise de Dalfsen, dans la province d'Overijssel. Le 1er janvier 2006, le village comptait 5 930 habitants.
Nieuwleusen a été une commune indépendante jusqu'au 1er janvier 2001, date de son rattachement à la commune de Dalfsen.